# Jan Šráček
Jan Šráček (* 6. srpna 1967) je bývalý český fotbalista, brankář.

## Fotbalová kariéra
V československé lize hrál za TJ Vítkovice. Nastoupil v 1 utkání. Ve druhé lize hrál ze Fotbal Třinec. Dále hrál i za Bohumín.

## Ligová bilance
| Ročník                                   | Zápasy | Góly | Klub         |
| ---------------------------------------- | ------ | ---- | ------------ |
| 1. československá fotbalová liga 1987/88 | 1      | 0    | TJ Vítkovice |
| CELKEM                                   | 1      | 0    |              |